# فرانسيس تاونسند
فرانسيس تاونسند (بالإنجليزية: Frances Townsend)‏ هي محامية أمريكية، ولدت في 28 ديسمبر 1961 في مينيولا في الولايات المتحدة.

## وصلات خارجية
- فرانسيس تاونسند على موقع IMDb (الإنجليزية)
- فرانسيس تاونسند على موقع إن إن دي بي (الإنجليزية)